# Långfredagen

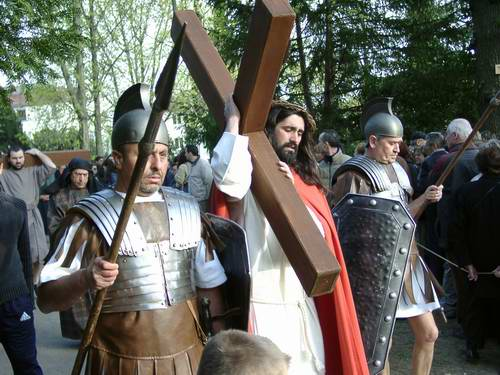
Långfredagsdramatisering i Bad Cannstatt i Stuttgart i Tyskland.

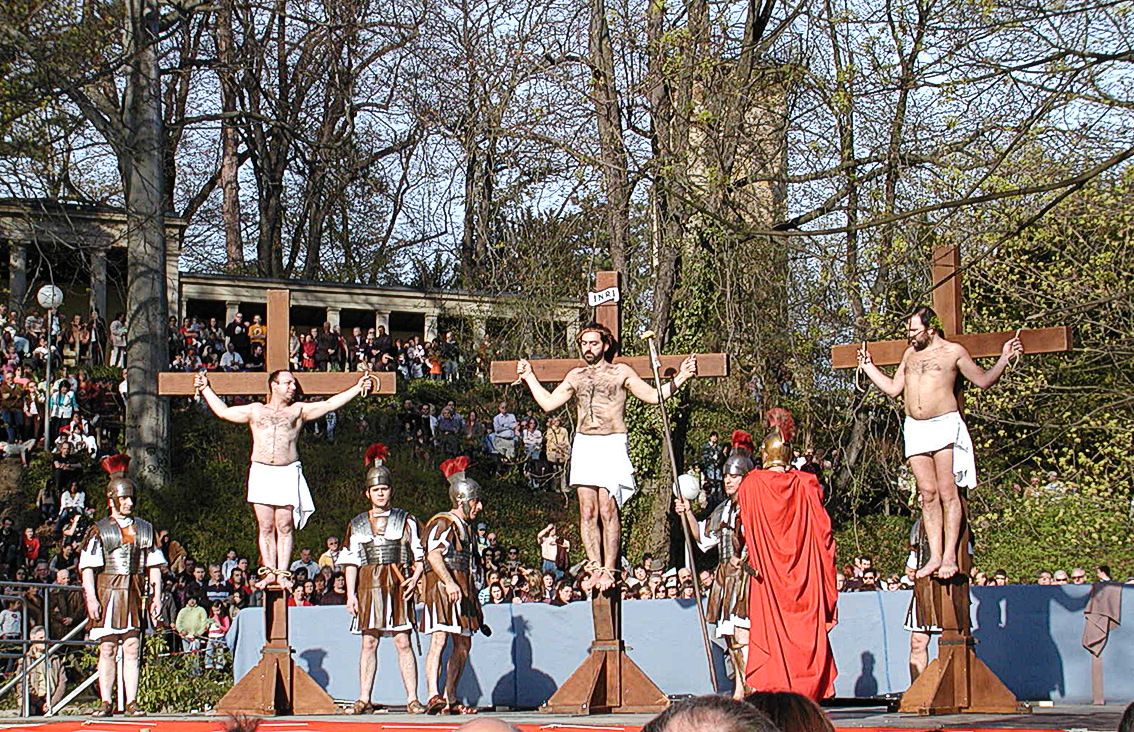
Långfredagsdramatisering i Bad Cannstatt i Stuttgart i Tyskland.

Långfredagen uppmärksammas inom kristen tradition till minne av Jesu korsfästelse och död på Golgata utanför Jerusalem. Dagen är i Sverige en allmän helgdag och infaller fredagen närmast före påskdagen. Namnet långfredag, som är gemensamt för de nordiska språken, kommer av att dagen var lång och fylld av lidande för Jesus och av att gudstjänsten var längre än i vanliga fall.
I den kristna kyrkan är långfredagen en sorgedag, vilket märks i de kristna riter som äger rum under denna dag. Detta kan inkludera passionsspel, dovt eller uteblivet ringande i kyrkklockor och Jesu kors som tema i gudstjänsten.

## Historik
Påsken är påminnelse om den kristna tron på Jesus sista vecka i jordelivet, död och uppståndelse. Detta föregås enligt religiös tro av den stilla veckan, med Jesu inträdande i Jerusalem på palmsöndagen till uppståndelsen från de döda på påskdagen (då själva påsken inleds). Långfredagen är då till stor del en sorgens dag, där man genom passionsberättelsen påminns om Jesu fängslande, gisslandet av honom, hans väg till Golgata och den slutliga korsfästningen.
Högtidlighållandet av långfredagen började i Jerusalem under 300-talet, på initiativ av biskop Kyrillos av Jerusalem.
I västerlandet (inklusive i Sverige) började man under medeltiden arrangera en symbolisk begravning, med hostia eller kors, under långfredagens sammankomst. Realistiska bilder av Jesus Kristus i graven förekom också, bland annat i Sverige (exempel finns från Uppland, i trakten av Åbo och i Stockholms Riddarholmskyrkan). Under medeltiden lindade man i bland annat Sverige kyrkkläpparna under långfredagen, som del av dymmelveckan.
I Norden och andra evangeliska områden blev långfredagen tidigt helgdag. Specifikt i Sverige skedde detta på 1770-talet. Däremot fortsatte långfredagen länge som vardag i romersk-katolska länder, där begreppet helg var sammankopplat med glädje. Först i modern tid har långfredagen förklarats som helgdag i en del länder med katolsk tradition.
Sedan 1955 delar man inom den romerska liturgin åter ut nattvarden under långfredagsgudstjänsten.

## Allmänna sedvänjor
I den kristna traditionen ägnas långfredagens gudstjänst åt Jesu lidande, ibland i form av ett teaterdrama. Detta dramatiserande byggdes under 1500-talet i många fall ut till musikaliska passionsspel.
I kyrkan förekommer traditionellt ingen mässa/liturgi. Däremot ägnar man sig ofta åt ett hyllande av Jesu kors, och inte minst i östkyrkan förekommer ofta en symbolisk begravningsakt. Den engelska benämningen Good Friday syftar på godhet i relation till helighet, och dagen ägnas ofta åt botgöring och fasta.
I många länder avhåller man sig från att ringa i kyrkklockor under långfredagen.
Den romersk-katolska kyrkan påbjuder långfredagen som den viktigaste fastedagen under kyrkoåret, och motsvarande tradition har tidigare varit vanlig även i andra kristna kyrkor.

## I olika länder

### Danmark
I Danmark flaggar många människor på halv stång under långfredagen.

### Finland
I Finland är långfredagen (numera) officiell helgdag, då påskfirandet inleds. Historiskt – fram till 1999 – har också alla affärer hållit stängt. I kyrkan påminns om Jesu död.

#### Åland
På Åland avskaffades nöjesförbudet 2010, då landskapslagen om offentliga nöjestillställningar upphävdes. Förbudet hade då inte följts på många år.

### Frankrike
I Frankrike påbjuder den katolska kyrkan fasta eller åtminstone återhållsam mathållning, liksom att undvika fet mat, kött och alkohol. Istället för kött är fisk en vanlig källa till protein denna dag. Fisken påminner även om den tidiga kyrkan, där fisken hos de kristna var en symbol för Kristus.

### Republiken Irland
Republiken Irland förbjöd fram till 2018 försäljning av alkoholdrycker på långfredagen, precis som på juldagen. Förbudslagen hade införst 1927.

### Spanien
I Spanien arrangerar man under långfredagen långa "botprocessioner", där figurer ur passionshistorien framträder. Detta är bland annat en viktig del av påskfirandet i Sevilla.

### Storbritannien
Ett av många länder som har stängda banker under långfredagen är Storbritannien.

### Sverige

#### Historiskt perspektiv
I Sverige har dagens karaktär av sorge- och botdag ofta betonats. Detta har medfört att man åtminstone tidigare "firade" dagen i stillhet (som mest typisk dag under stilla veckan). Ännu långt in på 1900-talet bar många kyrkobesökare i Svenska kyrkan svarta kläder, som en påminnelse om Jesu lidande. Under dagen hölls barnen inomhus, och enligt lag – nöjesförbudet – var bio-, teater- och danstillställningar fram till 1969 förbjudna. Även affärer var i regel stängda under långfredagen, vilket bidrog till en dag präglad av stillhet.
Enligt traditionen skulle "onödiga aktiviteter" undvikas, och maten skulle vara enkel där man inte genomförde fasta. Maten bestod oftast av fisk, inklusive salt sill, kabeljo eller salt laxrygg. Man borde undvika mjölkmat, och ända in i modern tid har vissa avstått från grädde i kaffet under långfredagen.
För barnen, vilka ombads att inte ägna sig åt lekar, kunde långfredagen upplevas som ovanligt lång och tråkig. Många barn var tvungna att vara finklädda, vilket dock även gällde andra helger.
En vanlig svensk sed under långfredagen var risningen. Denna utfördes av husfadern, som enligt traditionen skulle aga sitt husfolk med en knippe nyskuret björkris. Seden har senare utvecklats till en mer skämtsam och ömsesidig risning mellan de olika medlemmarna i familjen, och numera återstår i alla fall fastlags- eller påskriset som ett minne av denna historiska sedvänja.

#### I kyrkan
Långfredagsgudstjänsten är en unik gudstjänst, där alla uttryck för glädje har bortfallit: endast psalmsång, textläsning, predikan, trosbekännelse och förbön (ofta i form av litanian) förekommer. Ofta hålls gudstjänsten på eftermiddagen för att koppla samman den med den tidpunkt då Jesus dog, den nionde timmen. På kvällen kan kyrkan anordna gravläggningsgudstjänst. Allvaret och sorgen understryks av att altaret endast dekoreras med fem röda rosor som symboler för de sår Jesus fick då han korsfästes. Textilierna som används är svarta, det spelas ingen orgelmusik och kyrkklockorna används inte.
I Sverige är långfredagen en allmän helgdag och infaller fredagen närmast före påskdagen. Påskdagen infaller söndagen närmast efter den fullmåne som infaller på eller närmast efter den 21 mars.

#### Svenska kyrkan
I Svenska kyrkans evangeliebok från 2003 är temat Korset, och Kyrkohandbok för Svenska kyrkan (2017) presenterar en särskild ritual för gudstjänsten under långfredagen. De bibeltexter som används för att belysa dagens tema är:
| Matteusserien                                                         | Markusserien                                                            | Lukasserien                                                  | Johannesserien                                                    | Psaltarpsalm |
| Jesaja 53:1-12 Första Petrusbrevet 3:18-19 Matteusevangeliet 27:32-56 | Jesaja 53:1-12 Första Korinthierbrevet 2:1-10 Markusevangeliet 15:21-41 | Jesaja 53:1-12 Filipperbrevet 2:6-8 Lukasevangeliet 23:26-49 | Jesaja 53:1-12 Hebreerbrevet 10:19-25 Johannesevangeliet 19:17-37 | Psaltaren 22 |

### USA
I USA är långfredag, eller "Good Friday" som dagen kallas där, inte en helgdag på federal nivå, men enskilda delstater, län och kommuner kan fira dagen som lokal allmän helgdag. Långfredagen är en statlig helgdag i Connecticut, Delaware, Florida, Hawaii, Indiana, Kentucky, New Jersey, North Carolina, North Dakota, Tennessee och Texas. Statliga och kommunala kontor och domstolar är stängda, liksom vissa banker och postkontor i dessa stater, och i de län och kommuner där långfredagen är helgdag. Långfredagen är också helgdag i USA:s territorier Guam, Amerikanska Jungfruöarna och Puerto Rico.
De flesta privata företag och vissa andra institutioner är stängda under långfredagen. Den finansiella marknaden och börsen är stängd på långfredagen. De flesta butiker är öppna, medan vissa stänger tidigt. Offentliga skolor och de flesta universitet är stängda på långfredagen, antingen på grund av att det är helgdag, eller på grund av att det är "vårlov". Postkontoren håller öppet deltid, och banker som regleras av den federala regeringen stänger inte på långfredagen. UPS-post har begränsad service på långfredagen.